# ÖFB-Cup 1993-1994
La ÖFB-Cup 1993-1994 è stata la 60ª edizione della coppa nazionale di calcio austriaca.

## Ottavi di finale
| Squadra 1            | Risultato       | Squadra 2          |
| -------------------- | --------------- | ------------------ |
| 1º aprile 1994       |                 |                    |
| Schwarz-Weiß Bregenz | 0 - 2           | Tirol Innsbruck    |
| 2 aprile 1994        |                 |                    |
| Kottingbrunn         | 0 - 0 (2-1 dtr) | Wr. Neustädter     |
| Admira/Wacker        | 1 - 0           | Rapid Vienna       |
| Austria Vienna       | 2 - 1           | Austria Salisburgo |
| Grazer AK            | 1 - 0           | Vorwärts Steyr     |
| SAK Klagenfurt       | 0 - 0 (5-4 dtr) | First Vienna       |
| Oberwart             | 0 - 1 (dts)     | Wiener SC          |
| 3 aprile 1994        |                 |                    |
| Puch                 | 1 - 2           | Linz               |

## Quarti di finale
| Squadra 1      | Risultato   | Squadra 2       |
| -------------- | ----------- | --------------- |
| 26 aprile 1994 |             |                 |
| Kottingbrunn   | 1 - 4       | Linz            |
| Grazer AK      | 2 - 1 (dts) | Tirol Innsbruck |
| SAK Klagenfurt | 0 - 2       | Admira/Wacker   |
| 27 aprile 1994 |             |                 |
| Austria Vienna | 3 - 1 (dts) | Wiener SC       |

## Semifinale
| Squadra 1      | Risultato | Squadra 2      |
| -------------- | --------- | -------------- |
| 10 maggio 1994 |           |                |
| Admira/Wacker  | 0 - 5     | Austria Vienna |
| Linz           | 3 - 1     | Grazer AK      |

## Finale
| Squadra 1      | Risultato | Squadra 2 |
| -------------- | --------- | --------- |
| 11 giugno 1994 |           |           |
| Austria Vienna | 4 - 0     | Linz      |